# Xyris ednae
Xyris ednae är en gräsväxtart som beskrevs av John Michael Lock. Xyris ednae ingår i släktet Xyris och familjen Xyridaceae.
Artens utbredningsområde är Uganda. Inga underarter finns listade i Catalogue of Life.